# Pfaffenfleck
Pfaffenfleck ist ein Gemeindeteil der kreisfreien Stadt Bayreuth im bayerischen Regierungsbezirk Oberfranken. Pfaffenfleck liegt in der Gemarkung Bayreuth.

## Geografie
An der Einöde führt unmittelbar östlich die Bundesautobahn 9 vorbei und unmittelbar westlich die Bahnstrecke Schnabelwaid–Bayreuth. Ein Anliegerweg führt 300 Meter westlich zur Nürnberger Straße (=Bundesstraße 2). Es befinden sich auf dem Weg dorthin zwei Eichen, die als Naturdenkmal ausgezeichnet sind.

## Geschichte
Der 1598 nachgewiesene Hof- und Flurname (mittelhochdeutsch „pfaffe“ = Weltgeistlicher, „vlëc“ = kleines Stück Land) deutet auf ehemaligen Kirchenbesitz hin.
Pfaffenfleck gehörte zur Realgemeinde Oberkonnersreuth. Gegen Ende des 18. Jahrhunderts bestand Pfaffenfleck aus einem Anwesen. Die Hochgerichtsbarkeit stand dem bayreuthischen Stadtvogteiamt Bayreuth zu. Die Grundherrschaft über den Halbhof hatte das Superintendentur Bayreuth.
Von 1797 bis 1810 unterstand der Ort dem Justiz- und Kammeramt Bayreuth. Mit dem Gemeindeedikt wurde Pfaffenfleck dem 1812 gebildeten Steuerdistrikt Oberkonnersreuth und der zugleich gebildeten Ruralgemeinde Oberkonnersreuth zugewiesen. Am 1. April 1939 wurde Pfaffenfleck nach Bayreuth eingemeindet.

### Einwohnerentwicklung
| Jahr      | 001819 | 001822 | 001861 | 001871 | 001885 | 001900 | 001925 | 001950 | 001961 | 001970 | 001987 |
| Einwohner | *      | 7      | 10     | 8      | 10     | 9      | 13     | 6      | 3      | 5      | 7      |
| Häuser    |        | 1      |        |        | 1      | 1      | 2      | 2      | 1      |        | 2      |
| Quelle    | [ 8 ]  | [ 9 ]  | [ 10 ] | [ 11 ] | [ 12 ] | [ 13 ] | [ 14 ] | [ 15 ] | [ 16 ] | [ 17 ] | [ 1 ]  |

## Religion
Pfaffenfleck ist evangelisch-lutherisch geprägt und nach St. Johannis gepfarrt.